# Sirana
Sirana is een geslacht van vlinders van de familie spinneruilen (Erebidae), uit de onderfamilie Lymantriinae.

## Soorten
- S. ankalirano Griveaud, 1977
- S. beloha Griveaud, 1977
- S. lygropis (Collenette, 1954)